# バイヤー・ビリガー酸化
バイヤー・ビリガー酸化（—さんか、英語: Baeyer–Villiger oxidation）は、ケトンと過カルボン酸を反応させるとケトンのカルボニル基の隣りに酸素原子が挿入されてカルボン酸エステルが得られる酸化反応のことである。
バイヤー・ビリガー反応（—はんのう）、バイヤー・ビリガー転位（—てんい）とも呼ばれる。
アドルフ・フォン・バイヤーとヴィクトル・ヴィリガー (Victor Villiger) によって1899年に報告された。
反応の機構は
1. ケトンのカルボニル基に対し過カルボン酸が求核付加反応し、gem-ジオールのモノ過カルボン酸エステル（Criegee付加体と呼ばれる）が得られる。
2. ケトンのカルボニル基に結合していた2つの炭化水素基のうちの一方が 1,2-転位を起こして、付加した酸素原子上に移動すると同時にカルボン酸が脱離する。
3. 生成物としてカルボン酸エステルが得られる。

過カルボン酸の酸性度が高いほど反応は進行しやすい。
転位を起こす炭化水素基は2つの基のうち、より電子供与性が高い方の基である。
すなわち第3級アルキル基、第2級アルキル基、フェニル基、第1級アルキル基、メチル基の順に転位しやすくなる。
ビニル基もフェニル基と同様に転位しやすいが、過カルボン酸によるエポキシ化と反応が競合する。
転位の際に炭化水素基の立体配置は保持される。
ただし酸性条件下の反応であるため、基質によってはケトンの α 位のエピ化が競合してエナンチオマー過剰率の低下が起こることもある。
環状ケトンに対してこの反応を行うと1つ環員数が大きくなったラクトンが得られる。